# Liste der Monuments historiques in Brouennes
Die Liste der Monuments historiques in Brouennes führt die Monuments historiques in der französischen Gemeinde Brouennes auf.

## Liste der Objekte
| Bezeichnung                 | Beschreibung | Standort                        | Kennzeichnung | Schutzstatus | Datum | Bild |
| --------------------------- | --- | ------------------------------- | ------------- | ------------ | ----- | ---- |
| Drei Altäre                 | drei Retabel, zwei Skulpturen und zwei Gemälde; Stein und Holz, farbig gefasst und vergoldet, sowie Ölfarbe auf Leinwand, 18. Jahrhundert | in der Kirche St-Hilaire (Lage) | PM55001646    | Inscrit      | 1999  |      |
| Skulptur Heiliger Hilarius  | Holz, farbig gefasst, 18. Jahrhundert | in der Kirche St-Hilaire (Lage) | PM55001647    | Inscrit      | 1999  |      |
| Skulptur Petrus             | Holz, farbig gefasst, 18. Jahrhundert | in der Kirche St-Hilaire (Lage) | PM55001648    | Inscrit      | 1999  |      |
| Epitaph für Nicolas Jacques | Stein, Marmor, bezeichnet 1592 | in der Kirche St-Hilaire (Lage) | PM55001140    | Classé       | 1995  |      |